# Kevrenn Brest Sant Mark
La Kevrenn Brest Sant-Mark (Saint-Marc en français) est un bagad, ensemble de musique bretonne, originaire de la ville de Brest dans le Finistère, en France.
Il trouve son origine dans un groupe de collecte de fonds pour les sinistrés de l'explosion de l'Ocean Liberty (un bateau chargé de nitrate d'ammonium), improvisé à Brest en 1947 par Yann Camus et Pierre Jestin. En plus d'être la plus ancienne, elle est la deuxième formation la plus titrée de la 1re catégorie du Championnat national des bagadoù, avec 11 titres entre 1954 et 1974. 
Après 1977, la Kevrenn quitte la Bodadeg ar Sonerion et ses championnats, dans le but d'innover en donnant des concerts, en jouant avec des orchestres étrangers ou en intégrant des instruments non traditionnels. Depuis 2008 le bagad participe à nouveau aux concours des bagadoù. Son bagadig (bagad école) y participe quant à lui depuis 2003. Le bagad a collaboré avec des artistes bretons, comme Alan Stivell, Dan Ar Braz, Jacques Pellen, Pat O'May, Manu Lann Huel, Melaine Favennec…

## Historique

### Création

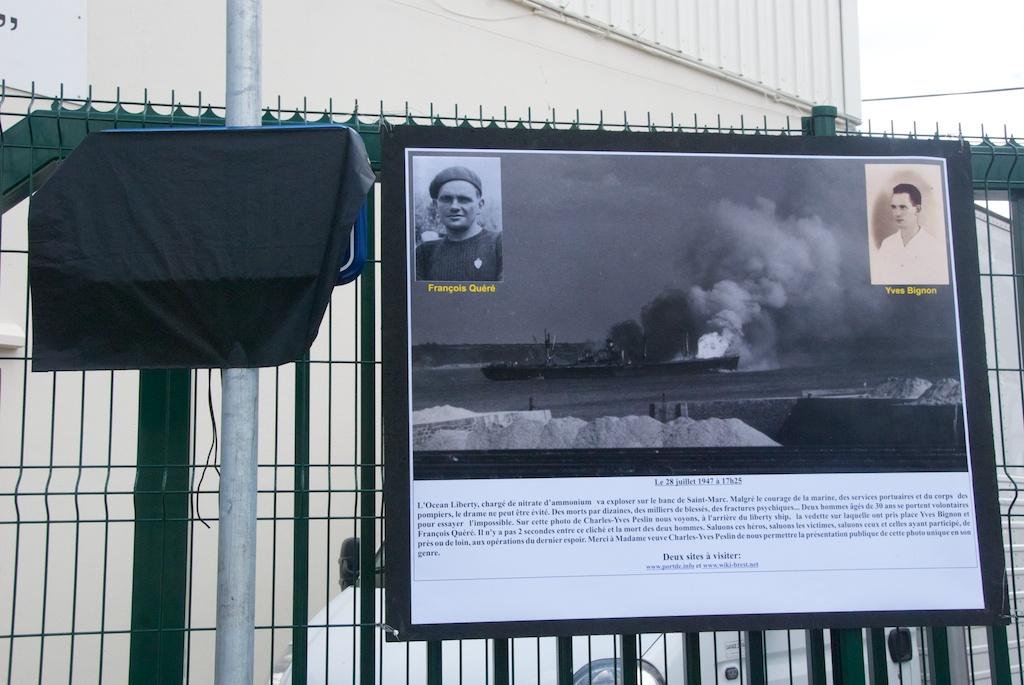
Inauguration de l'Espace François Quéré en 2012, marin volontaire mort en essayant d'éviter l'explosion de l'Ocean Liberty.

Le 28 juillet 1947, le cargo Ocean Liberty chargé de nitrate d'ammonium, prend feu. Les tentatives de l'éloigner du port mènent à son échouage sur un banc de sable face à l'ancienne commune de Saint-Marc de Brest, ou il explose (cf. Explosion de l'Ocean Liberty). En plus des dégâts humains (des centaines de blessés, 26 morts), le port de commerce est en partie détruit. Yann Camus, du "Café du Bot", et le jeune Pierre Jestin, fils d'un marchand de vin, qui jouaient ensemble, rassemblent quelques autres musiciens autour du cercle celtique formé quatre mois auparavant, pour une tournée à travers le Finistère en aide aux sinistrés de la catastrophe.
Le groupe continue ensuite à jouer pour diverses occasions. La Kevrenn est à l'image de la ville, en chantier : les costumes sont dépareillés, le biniou bras est utilisé plutôt que la cornemuse écossaise, les anches manquent (certains faisaient semblant de jouer) et le groupe répète dans des locaux en attente de démolition et reconstruction. Le nom n'est alors pas non plus parfaitement défini ; entre autres, Brest, Brest Plougastel, Kevrenn Vrest Leon ou Bro-Leon sont utilisés. Lorsqu'en 1949, des tensions internes provoquent le départ de quelques musiciens qui créent la Kevrenn Brest Ar Flamm, la BAS décide de nommer le groupe Bagad Brest Saint-Marc, en souvenir de l’événement fondateur du groupe.

### Années charnières
La visite à Brest d'un pipe band de Glasgow en 1950 pousse le groupe vers les instruments écossais, cornemuses et tambours. Après plusieurs tentatives d'achats, un prêt consenti par la chambre de commerce de Brest en 1954 leur permet de s'équiper correctement de cornemuses et d'une batterie écossaises. Tout comme le Bagad Brest-Ar-Flamm, la Kevrenn préfère les cornemuses écossaise en dépit du fournisseur officiel de la BAS, Dorig Le Voyer, qui améliore pourtant la fabrication de ses binioù-braz en les rendant compatibles avec la gamme levriad des bombardes. Les bombardes Dorig conviennent quant à elles au bagad à la place de leurs médiocres bombardes Laurenceau. L’ensemble des bagadoù bretons adoptent ces améliorations techniques sous l’impulsion des musiciens brestois. C'est ainsi qu'il se forge une identité urbaine tournée vers l'avenir et vers les autres pays celtiques, en ne conservant que quelques attaches de la culture rurale bretonne, pour peut-être conserver l'essentiel, c'est-à-dire la langue et la musique qui s'y rattache.
Marcel Ropars, frère de Loeiz Ropars (rénovateur du fest-noz et du kan ha diskan), qui se voit confier la direction du groupe par le président Yann Camus, apporte son exigence dans le respect de la tradition. Pour cela, il dispense une formation axée sur la connaissance du patrimoine musical (en replaçant les morceaux dans le contexte de leur territoire d'origine, en adaptant des airs de danse plutôt que les marches habituelles) et culturel breton. Bien que les jeunes n'affichent pas le même enthousiasme qu'il connut à Paris (cercle Nevezadur, Kevrenn B/Paris, disques), ils font preuve d'un potentiel technique, dont le talabarder Yves Tanguy qui prend la direction du pupitre bombarde dès 1955, âgé de quinze ans, afin de seconder son « maître ».
En 1954, au pardon du Folgoët, Herri Léon, penn-soner du bagad Brest-Ar-Flamm âgé de 21 ans, rencontre Donatien Laurent, penn-soner du bagad Bleimor à Paris qui rentre d'Écosse. Ils y retournent tous les deux en juillet 1956 pour un stage organisé par le College of Piping à l'île de Skye dont ils sortent diplômés. À l’inverse, les batteurs profitent de la venue à Brest de Bobby Mac Gregor pour mettre au point une méthode d’apprentissage ou du pipers John Weatherston qui assiste au concours de 1954 et qui équipe les cornemuses avec des anches de qualité.

### L'exigence technique face à l'héritage culturel

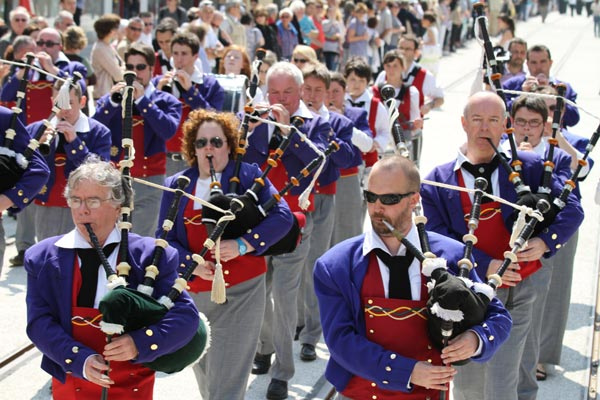
Le pupitre des cornemuses écossaises doit beaucoup au savoir d'Henri Léon

En septembre 1956, Herri Léon, dit « la Pie », doit quitter Ar-Flamm et trouve en la Kevrenn l'opportunité d'expérimenter sa méthode d'apprentissage du pipe et de succéder à Claude Pérot comme penn soner pour choisir le répertoire adéquate. Ainsi, Henri Léon impose dès 1955 une rigueur dans l'étude de la cornemuse et dans le chois de morceaux techniques, préférant des airs qui couvrent toute l'échelle de la cornemuse à défaut des mélodies bretonnes adaptées à la bombardes, tenant dans un ambitus restreint, mais trop simples selon lui. Mais les anciens membres mettent du temps à s'adapter à cette avancée : Camus a du mal à suivre, Pierre Jestin ne joue plus en concours et Marcel Ropars tente en vain de convaincre la Pie de conserver les spécificités de la musique bretonne. Donatien Laurent arrive à lui faire prendre conscience de la démarche à adopter : tout en s'inspirant de la musique, des méthodes et du jeu des pipe bands écossais, la technique se met au service d'un répertoire nouveau, adaptation de danses, de marches et de mélodies bretonnes. Cette évolution s'effectue en conflit avec les rennais Dorig Le Voyer et Polig Monjarret qui ne sont au départ pas favorables aux modifications apportées à la tradition. 
Le compositeur brestois Pierre-Yves Moign propose au penn-soner un contre-chant pour bombardes, arrangement d'une marche nuptiale vannetaise, au concours de première catégorie en 1957. Ce départ à l'octave pour jouer Arzon fait forte impression à Brest et tout leur travail permet au bagad de remporter le concours, obtenant ainsi son premier titre de champion de Bretagne.

### Le passage de relais marque la nouvelle ère
Yves Tanguy, successeur de Marcel Ropars (parti pour raisons professionnelles) au pupitre bombarde en 1958, poursuit l'ancrage qui l'anime et défend l'héritage culturel face aux exigences techniques et de travail d'Henri Léon dans cette nouvelle ère. En utilisant une bombarde plus juste, il tire son pupitre vers le haut, qu'il restait à faire cohabiter avec l'interprétation de la cornemuse du répertoire traditionnel. Cette occasion se présente en 1960 à Brest, dans l'interprétation du ton Kenavo (Leon Braz) et de la suite dañs tro plin (Rivoallan, Cadoudal), menée par Yves Tanguy en préparation du concours, Henri Léon revenant tout juste des 28 mois de service militaire en Algérie. Via une musique bretonne menée par les bombardes, la Kevrenn remporte son troisième titre de champion, qu'elle obtient 11 fois en 20 ans, face à des challengers de talent, en particulier le Bagad Bleimor et la Kevrenn de Rennes.
Déterminé à créer un collège de biniou, la Pie s'éloigne du bagad pour se consacrer au Scolaich (skolaj, « collège » en breton, avec une connotation écossaise) dont le premier stage a lieu fin mars 1961 dans l'école de Kervezennoc, avec la participation de membres de Saint-Marc notamment (issues des deux bagadoù, le second féminin, champions deux ans de suite dans leur catégorie respective – première et troisième). BAS reprend ce principe de stage la même année. L'accident mortel en vélomoteur d'Henri Léon lors du quatrième stage, le 29 août 1962, marque la fin d'une époque. Son frère Jean-Claude, dit Piot, tente pourtant de prolonger les stages les trois années suivantes, rebaptisés « Beg an Treis ».
Après les coups d'éclat des années précédentes, un coup d'État en 1963 amène l'éclat du bagad féminin et le départ des batteurs qui ne travaillaient pas. Recentré sur quelques passionnés qui gardent la flamme, les anciens bons élèves de la Pie s'organisent mais se sentent un peu orphelin ; le trio Loquet-Guéna-Hémidy arrive à faire revenir Yves Tanguy à la bombarde, parti à la suite d'une mutation. L'été 1964 sacre à nouveau les performances du bagad. La Kevrenn s’implique fortement dans le travail musical de fond et allie l'innovation technique (être un orchestre, rompre avec l'unisson) à la qualité des arrangements dus en premier lieu à la collaboration extérieure avec Pierre-Yves Moign et avec l'aide de musiciens comme Alain Trovel de Guingamp dès 1967, entré officiellement à la Kevrenn en 1969. Le bouillonnement de mai 1968 amène le bagad à revoir ses pratiques, plus ouvertes, en participant à des spectacles, en salle en hiver avec des morceaux joués avec la chorale War hentou Breiz dirigée par Pierre-Yves Moign et à partir des années 1970 à l'animation des festoù-noz locaux.

### Le renouveau culturel des années 1970 annonce la transition
Après trois victoires successive, dont deux à Lorient (avec une dañs bro Ac'h et une suite Gavotten ar menez), la BAS attribue au départ le titre de 1973 à Bleimor, avant que le penn cornemuses Gilles Goyat découvre les notes qui donnent finalement vainqueurs les Brestois. Le pupitre batterie est représentatif de l'esprit fraternel et travailleur de l'ensemble : organisé telle une équipe sportive, la motivation pour une place de titulaire pousse les joueurs à travailler sérieusement leur instrument, à l'image du capitaine Alain Riou, inspiré des frappes écossaises, ou de Jacques Cariou qui améliore le système de timbres en fixant une patte sur les supports.
De 1967 à 1974 le bagad collabore avec le cercle celtique Ar Rouedou Glas de Concarneau pour illustrer leur musique par la danse, à l'étranger notamment. En 1974, les risques pris par le bagad sont récompensés par l'obtenions du onzième et dernier titre : Alain Trovel arrange une suite « Hanter dro », surnommée le Barnum Circus à Lorient, présentant le bagad le plus étoffé avec vingt-huit exécutants, les morceaux sont prolongés et les pupitres sont présentés en « solo ». En huit ans, elle gagne à sept reprises le championnat national des bagadoù, jusqu'en 1974, ne laissant qu'un titre en 1969 à Cadoudal-Rennes (et le penn soner Jean-Pierre Pichard).
Souhaitant l'évolution du championnat organisé par la BAS, la Kevrenn prend une année sabbatique en 1975 et fait part en octobre au comité directeur des propositions qui ont alimenté une réflexion. Obtenant un refus, les membres décident, à une voix de majorité, de se présenter néanmoins au concours en 1976, mais sans enthousiasme, et se classent troisième. La décision est prise à l'unanimité de ne pas participer au championnat de 1977, décision contraire au règlement de la BAS  l'amenant à quitter l'assemblée des sonneurs, qu'ils jugent non démocratique et trop militante.

### Le choix de la liberté
À partir de 1977, Saint-Marc arrête donc les concours, considérés comme trop pesants – en quantité et qualité de travail – ce qui lui permet de se consacrer à ses projets. Libre, il vit une phase de reconstruction face au vide angoissant. Il se produit en "concert" et intègre de nouveaux instruments (cuivres, cordes, biniou koz, accordéon, clarinette), en s'appuyant sur les synthétiseurs (orgue électronique puis clavier). Il privilégie l’ouverture, favorisant rencontres et expérimentations avec d’autres instrumentistes. Cette évolution autonome connaît de nombreuses défections au départ mais attire au fil des années Hervé Renault, ancien penn soner à Bleimor, Jean-Yves Heurtel de Saint-Malo, le percussionniste Dominique Molard, le batteur Ronan Sicard et les portes sont rouvertes aux filles en 1979. 
Après la vague celtique des années 1970, les bagadoù des autres grandes villes bretonnes ont peu à peu disparu du paysage urbain. La Kevrenn de Brest est la seule à avoir survécu dans une ville de plus de 100 000 habitants et mène un effort de formation depuis 1977 dans le cadre du "Centre Breton d'Art Populaire" dirigé par Pierre-Yves Moign. Depuis sa création atypique au service d'un appel au secours, Brest-Saint-Marc s'est forgée un état d'esprit permanent, au sein duquel la dimension humaine est privilégiée sur la notion de hiérarchie et l'entraide s'illustre par la dimension pédagogique, la transmission et la volonté d'insertion des jeunes.

### Des activités diversifiées

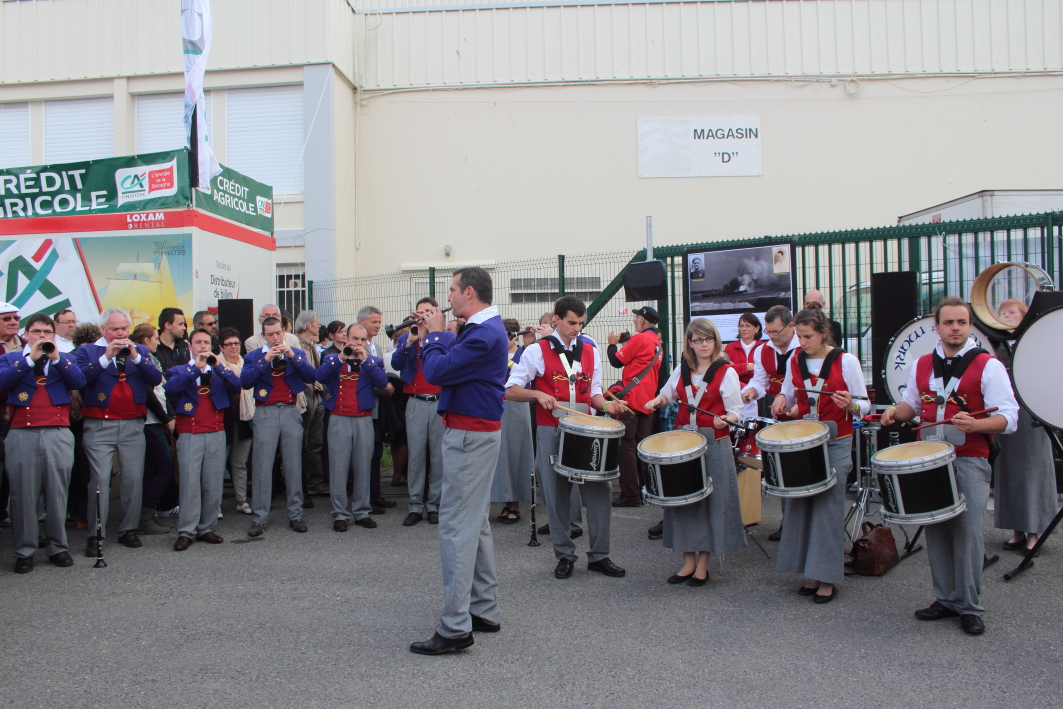
Inauguration de l'Espace François Quéré sur le port de Brest lors des fêtes maritimes 2012.

Une expérience importante est menée en 1980 avec la musique des Équipages de la Flotte, qui tente d’intégrer bagad et harmonie. Un disque 33 tours est enregistré, qui réunit des arrangements d'airs traditionnels et des compositions créées spécialement, notamment par Alain Trovel et Christian Desbordes, arrivé en 1973. Ce dernier participe au groupe Bleizi Ruz, engendrée par le bagad, avec ses compères Eric Liorzou, Loic Leborgne, René Martin, Dominique Molard…
Les années 1980 voient se réaliser, dans le même esprit, différentes collaborations avec Melaine Favennec, Gwalarn, un spectacle avec Dominique Molard au festival de Cornouaille, avec des batteurs de jazz… Mais après huit ans sans concours, le niveau commence à baisser, la musique s'éloigne des airs traditionnel pour des compositions plus polyphoniques. Cette dispersion, expérimentalement riche, amène néanmoins un manque de dynamisme et un isolement. Pour ne pas se couper davantage, le bagad tente de se produire dans les fêtes auxquelles participent des groupes de première catégorie (la BAS fait barrage aux concerts aux fêtes de Cornouaille) et pour avoir un objectif stimulant, à chaque printemps, Brest-Saint-Marc présente son travail dans les salles culturelles brestoises (Palais des Arts, Cerdan puis Le Quartz). C’est aussi une période de tournées étrangères fréquentes, en particulier en Galice (Ortigueira, La Corogne, Vigo…) mais également en France (Confolens, Bayonne, Rochefort…) et une douzaine de prestations régionales. Saint-Marc participe même à des concours de pipe bands à Ti Kendal'ch. 
1987, année du quarantième anniversaire « rugissant », est une étape charnière : il s'associe à Bleizi Ruz (« les Loups rouges »), une association de nouveaux instruments qui modernise les compositions et permet  une ouverture à tout public. Ils se produisent à nouveau à Brest en plein-air (rue Jean-Jaurès, fêtes maritimes puis Jeudis du port), ce qui permet de rappeler aux locaux la vitalité et la technicité toujours intacte de leur bagad. Le président Gwenaël Renard pousse à la réalisation d'un enregistrement, Tu pe Du (litt. « d'un côté ou de l'autre » ou entre tradition et modernité), qui s'exporte en Écosse par un membre de la Vale of Athol Piper's Association de retour de vacances à Saint-Malo et le fait écouter à son pipe band, dont le célèbre pipe major Ian Duncan. Charmés, ils demandent de jouer la « suite écossaise » de Ronan Sicard, renommée Brest-Sant-Mark Jig, qui leur permet d'être champion du monde et, jouée par d'autres pipe bands, d'être connue dans ce vaste monde.
Le débuts des années 1990 est un passage de témoin assez délicat entre l'ancienne génération qui avait fait la gloire de Saint-Marc et la jeune génération. Avec l'apport des musiciens de Bleizi ruz ou de la chanteuse Véronique Autret et son groupe Gwalarn, le groupe atteint une certaine maturité et la formule se stabilise, intégrant claviers, diverses percussions, guitares et valorisant (à chaque fois que possible) les compétences internes (uilleann pipes, flûtes, violon…). Le répertoire s'oriente vers des compositions originales.
La Kevrenn déploie beaucoup d'énergie pour La Passion celtique de Christian Desbordes, dont la première eut lieu à Landerneau en 1991 : jusqu'à trente-sept prestations pour certains sonneurs. Mais durant trois ans, cet accaparement marque une césure sans répondre aux problèmes de recrutement évoquées en lors de l'assemblée générale de 1991. Le directeur musical Christian Loaëc, qui a pris le relais de Ronan Sicard en 1993, doit pallier ces difficultés en portant l'effort sur l'intégration et la formation des jeunes. Des élèves talentueux sont formés : Fabrice Humeau dès l'âge de 14 ans (champion à la tête de Brieg en 2007), Yann Pelliet, qui est élu penn soner de l'ensemble âgé de 18 ans en 1998. Il démontre ses capacités en présentant un spectacle relooké, Hier et demain, au Quartz à l'occasion du cinquantième anniversaire. 

### Du bagadig au retour des concours
La Kevrenn possède une école de formation, en partenariat avec le Centre breton d'art populaire, où une soixantaine de jeunes musiciens se retrouvent. De cette école est né en 1997 un bagadig, un bagad école, sous l'impulsion du nouveau penn soner Yann Pelliet qui accueille les musiciens prêts à concourir. 

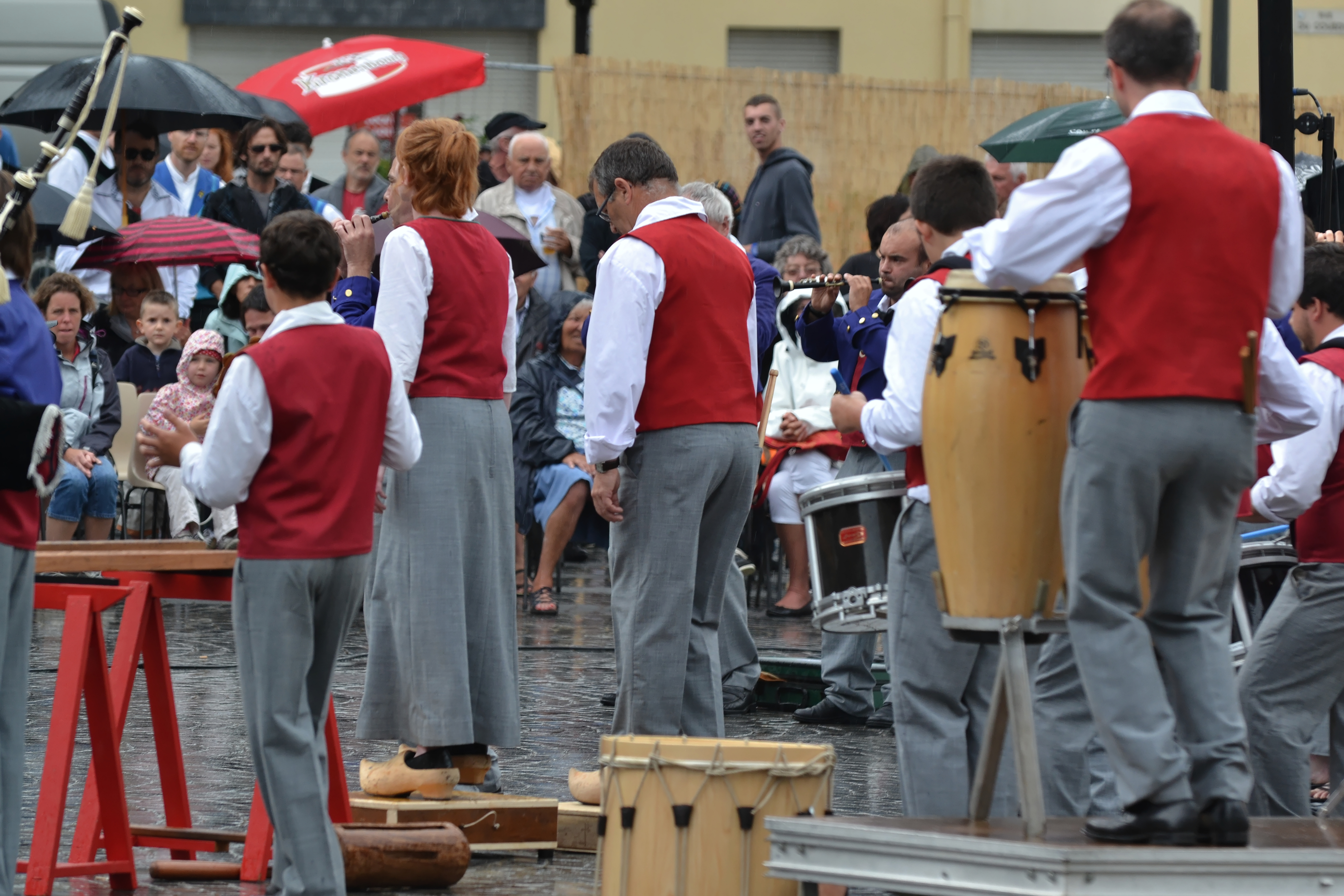
Championnat des bagadoù 2013 de 3e catégorie à Quimper

À l’approche du nouveau millénaire, la Kevrenn reste au cœur de la vie brestoise avec la création du Printemps des Sonneurs. Cette période est marquée par la concrétisation de plusieurs projets avec des artistes d’horizons variés parmi lesquels l’École Nationale de Musique de Brest, Gualterio Dazzi, I Muvrini, Melaine Favennec, Carlos Nunez, Roland Becker… L'année 2000 est importante pour le groupe avec une participation remarquée à Brest 2000, la sortie d’un quatre titres, Levezon et les premières démarches vers la BAS, qui suscite un nouvel intérêt pour la formation et la progression technique qu'amènent les concours pour les jeunes sonneurs. En 2003, comme il est obligatoire que le bagad concoure pour que son bagadig puisse se présenter aux concours, le bagadig devient le Bagad Yaouankiz Sant-Mark afin de pouvoir concourir pour la BAS. En 2003, le bagad joue deux fois en Galice, en Roumanie et à Yokosuka au Japon où il se fait ambassadeur de la ville de Brest. En parallèle, certains membres donnent naissance à d’autres formations musicales (Les Groove Boys, Scotch Snap, Distro, An Daou Zo Tri…).
En 2007 il fête ses 60 ans en spectacle, D'azur et d'Hermine. Il enregistre un album studio pendant l'hiver 2007, sorti au printemps 2008, et un support vidéo commercial lors du concert à l’automne 2008. Après avoir déjà effectué un aller-retour, le Yaouankiz-Sant-Mark est champion de Bretagne de cinquième catégorie en 2007 et monte donc en quatrième en 2008. En 2008, nouveau pen-sonneur (Christian Loaec reprend la place de Yann Pelliet), nouveau président (Mikaël Guillou remplace Denis Le Hir), nouveau répertoire… C’est un renouveau pour la Kevrenn qui décide de se relancer dans les concours, désormais moins contraignants.
La Kevrenn poursuit la formation de jeunes sonneurs dans son école à Brest et continue de se produire en formations complète ou réduite, sous forme de mini concert ou défilé. En 2011, le bagad accède en troisième catégorie.

## Productions artistiques

### Créations
Au début des années 1980, via Plozevet, la Kevrenn et ses danseurs se retrouvent au festival d'Ortigueira en Galice accompagné du groupe Gwalarn. Première collaboration originale et durable avec un couple de chanteurs et des musiciens, qui se traduit par l'enregistrement de Selaouit kozh ha yaouank (« Écoutez, vieux et jeunes » ou entre tradition et modernité). Le groupe Bann-Heol créé en 2003 poursuit l'aventure avec Véronique Autret et les sonneurs du bagad.
Après avoir entendu une de ses mélodies jouée par le bagad, Melaine Favennec tombe sous le charme de l'esprit du bagad et l'intègre dès 1982 dans son spectacle, donné aux Tombées de la nuit à Rennes puis deux années de suite au festival Jazz e Breizh à Ploëzal. Ces moments de free jazz n'ont été enregistrés que par France Musique. De 1991 à 1993, il participe au projet « La Passion Celtique », composition musicale de Christian Desbordes alliant 120 musiciens et choristes (l'Ensemble chorale du Bout du Monde) pour le spectacle théâtral d'Ar Vro Bagan. 
Après deux 45 tours (1959), trois 33 tours (1966 et 75) et une cassette rééditée en CD, il publie le CD Ocean Liberty en 1997 avec une orchestration de Christian Desbordes autour d'amis musiciens (percussions de Dominique Molard et d'Herri Loquet, cuivres, harpe, flûte, accordéon, voix, synthétiseurs), avec la composition titre d'Edmond Guillou et Le plus bel âge de Melaine Favennec. 
Pour son 50e anniversaire, il crée le spectacle « Hier et Demain », réunissant de nombreux partenaires musiciens et compositeurs. Présenté dans le cadre des Jeudis du port dédié l'été 1997, il associe les musiciens professionnels brestois Melaine Favennec, Manu Lann Huel et Jacques Pellen. La musique est agrémentée des percussions orientales du brestois Jérôme Kerihuel.
En 2007, le spectacle D'azur et d'Hermine retrace son histoire, son activité et ses différentes actions par un fil conducteur « 60 actions, 60 jours et 60 lieux ». Il s'articule autour d'une quinzaine de pièces originales créées et arrangées par des compositeurs bretons de renom comme Jacques Pellen, Manu Lann Huel, Pat O'May, Mélaine Favennec, Jérôme Kerihuel et Éric Liorziou (Bleizi Ruz). Les chanteurs interprètent un texte d'Hélias, une gwerz de Morvan Lebesque, une reprise partielle de la prophétie du Barzaz Breiz… Visuellement, la musique est mise en valeur par des mouvements chorégraphiques, une mise en scène particulière et des jeux d’éclairages.

### Discographie
- 1959 : Marches, chants et danses de Bretagne, no 1 et 2 (45T Pathé-Marconi)
- 1961 : Festival des cornemuses Brest 1961 Finale du concours des sonneurs avec le Bagad Quic-en-Groigne (45T Mouez Breiz)
- 1966 : La Bretagne Richesse du folklore Vol.4 (33T Riviera)[53]
- 1975 : Kevrenn Brest Saint-Marc (33T Velia)[53]
- 1980 : Musique de Bretagne (33T Ker Blues) avec Dominique Molard…
- 1982 : Bretagne éternelle (33T Arion)[54]
- 1987 : Tu pe Du (Coop Breizh) réédité en 1995
- 1996 : Live (lors du festival de Strakonice 1996 (République Tchèque) avec des membres du groupe Ban Heol dont Ceske Budejovice)
- 1997 : Ocean Liberty (Coop Breizh) avec entre autres Alan Stivell, Melaine Favennec, Jacques Pellen, Dominique Molard, Manu Lann Huel [55]
- 2000 : Levezon
- 2008 : Bagad d'exception(s) d'Alain Cabon, livre sur l'histoire de la kevrenn (Coop Breizh)[55]

### Costume
En 1965, la Kevrenn de Brest abandonne le costume de Plougastel pour une réalisation de Jim Sévellec. Leur costume est repensé de façon contemporaine mais inspiré des marins du Second Empire. 

## Championnat national des bagadoù

### Palmarès
- Champion de Bretagne des bagadoù de première catégorie en : 1957, 1959, 1960, 1961, 1964, 1968, 1970, 1971, 1972, 1973 (ex æquo avec le Bagad Bleimor), 1974

## Prestations

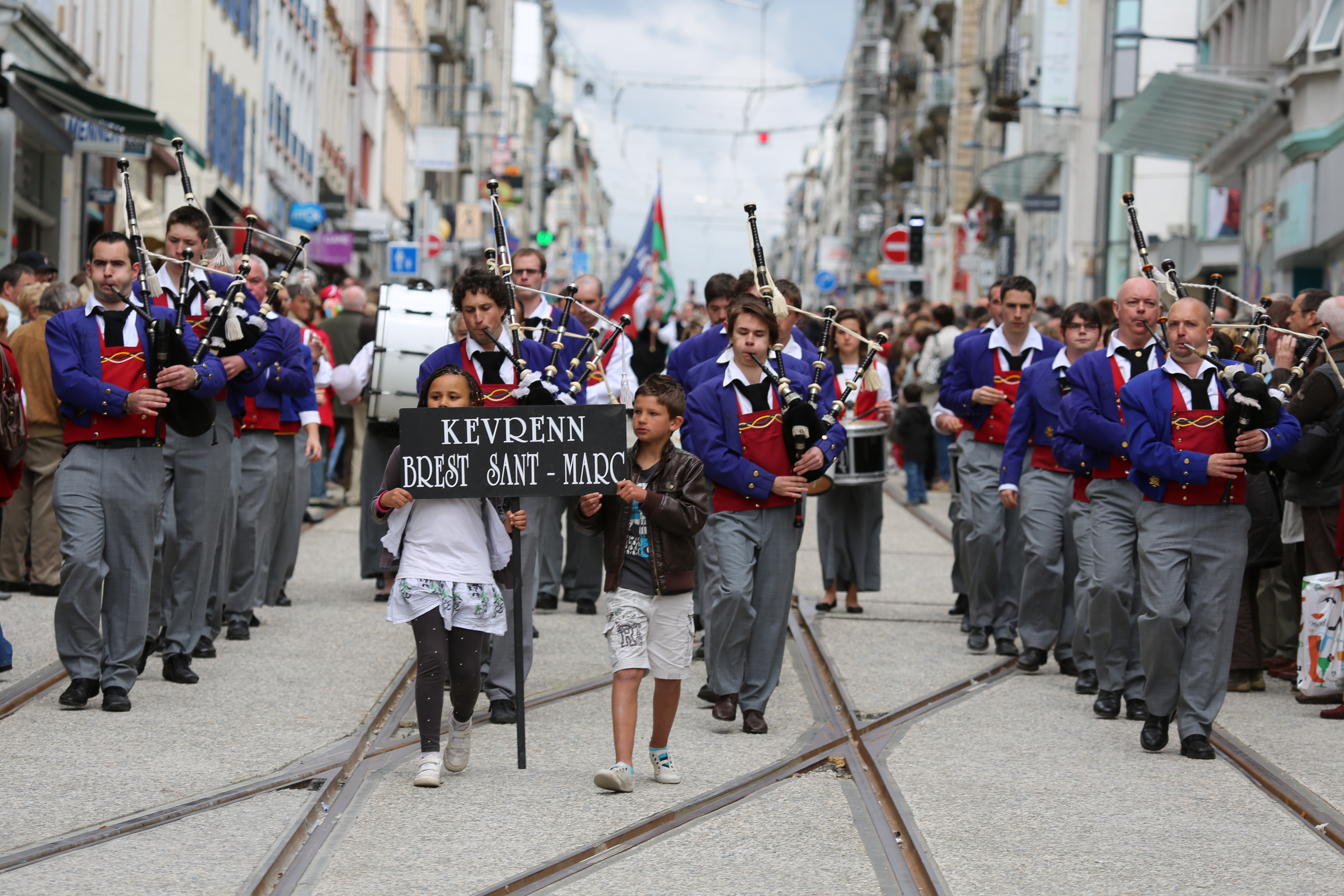
Le bagad organise le Printemps des sonneurs (défilé annuel à Brest, ici en 2012)

Le bagad est demandé lors de nombreuses manifestations dès le début de son existence : il sonne le coup d’envoi de grandes rencontres sportives, au départ du Tour de France en 1952 à Brest, du tour du monde de la Jeanne d'Arc…
À la fin des années 1960, la Kevrenn ouvre ou clôture le défilé de la Fête des Écoles, accompagné du bagad du collège technique, devenu Lycée Jules-Lesven à Brest, créé par Yves Tanguy, alors maître d'internat, afin de représenter fièrement l'école. La fierté et l'émotion envahissent les brestois au passage dans les grandes rues reconstruites des longues rangées de sonneurs, un triomphe des sonneurs en apothéose du Festival international des cornemuses, afin d'adapter les pratiques au cadre de la ville, jouant l'air commun des concours à l'unisson. Le déplacement du festival de cornemuses à Lorient en 1970 s'accompagne en 1971 d'une division du championnat de première catégorie en trois épreuves au lieu d'une.
En 1967, le bagad effectue neuf représentations en Allemagne en quinze jours. Un petit orchestre est monté pour ses déplacements à l'Est dans les années 1970, avec les chanteuses Marguerite et Yvonne L'Hour de Plouédern et des futurs membres de Bleizi Ruz. Patrick Ewen accompagne les tournées en Allemagne, puis le Celtic Tour sur toute l'Allemagne de l'Ouest avec un groupe écossais, gallois et irlandais. Le bagad participe à divers festivals d'Europe (Belgique, Allemagne, Yougoslavie, Tchécoslovaquie en 1989). Dans les années 1990, les voyages se poursuivent, notamment en Espagne (Villanova, Saint-Jacques-de-Compostelle).
La première grande prestation publique pour les nouveaux arrivants a lieu au lancement de La Recouvrance à Brest 1992. La Kevrenn participe à plusieurs spectacles d'Alan Stivell (notamment en 1996 devant les 100 000 jeunes de la fête de L'Humanité et les 5 000 jeunes brestois au Parc Penfeld).
En 2002, le bagad joue Houles et Ressacs, dix heures d'affilée de spectacles dans les rues de Brest, conçu par l'Italien Gualtiero Dazzi. En août 2004 il participe pour la 10e fois au Festival International de Cornemuses de Strakonice en Bohême, en République tchèque. Il accompagne encore des artistes : Melaine Favennec, Dan Ar Braz au Festival du chant de marin de Paimpol, Pat O'May au festival des Terre-Neuvas 2007 devant 50 000 personnes… Il défile aux Champs-Élysées lors de la Breizh Touch et se produit sur les quais de Brest 2008 accompagné de Jacques Pellen, Pat O'May, Éric Liorziou et Manu Lann Huel entre autres.
En mars 2011 il joue pour la Saint-Patrick à La Carène (Brest). En 2012 il participe notamment aux festivals Tonnerres de Brest et Mondial'Folk de Plozevet.